# 隆嵴蚌亚科
隆嵴蚌亚科是蚌科之下的一個亞科，其物種舊屬珠蚌亞科，與
小方蚌亚科關係密切。

## 分類
本亞科包括下列三個屬：
- 帆蚌属（Hyriopsis）：在WoRMS直屬於蚌科，不屬於任何亞科[4]。
  - 三角帆蚌
- 丽蚌属（Lamprotula）：在WoRMS直屬於蚌科，不屬於任何亞科[5]。
  - 洞穴丽蚌
- 蛏蚌属（Solenaia）[2]：在WoRMS直屬於蚌科，不屬於任何亞科[6]。
  - 龙骨蛏蚌
  - 橄榄蛏蚌
  - 河蛏蚌

有其他文獻建議Ptychorhynchus亦應該包括在本亞科。在WoRMS，本亞科只包括隆嵴蚌屬（Gonidea Conrad, 1857）這
一個屬，並不包括其他物種。